# Drapeau de la Géorgie
Vous lisez un « bon article » labellisé en 2009.
Cet article concerne les drapeaux de la Géorgie. Pour le drapeau de l'État américain de Géorgie, voir Drapeau de la Géorgie (États-Unis).

Pavillon de guerre.

Le drapeau de la Géorgie (en géorgien : საქართველოს სახელმწიფო დროშა) est le drapeau civil, le drapeau d'État, le pavillon marchand et le pavillon d'État de la Géorgie. Il est composé d'une grande croix de saint Georges sur fond blanc et de quatre autres petites croix rouges dans les quartiers formés par la grande. D'abord utilisé comme symbole du royaume d'Ibérie par le roi Vakhtang Ier Gorgassali au Ve siècle, il fut réadopté le 14 janvier 2004 par le nouveau gouvernement géorgien issu de la révolution des Roses. Les autres symboles nationaux actuels du pays - l'hymne national et les armoiries d'État - furent adoptés plus tard cette même année.
Ce drapeau, communément appelé « drapeau aux cinq croix » (en géorgien : ხუთჯვრიანი დროშა), fut précédé par plusieurs autres drapeaux, le plus ancien datant du Moyen Âge.

## Histoire

### De l'Antiquité à la RSS de Géorgie

Étendard de la famille Bagrationi qui régna en Ibérie de 813 à 1001.
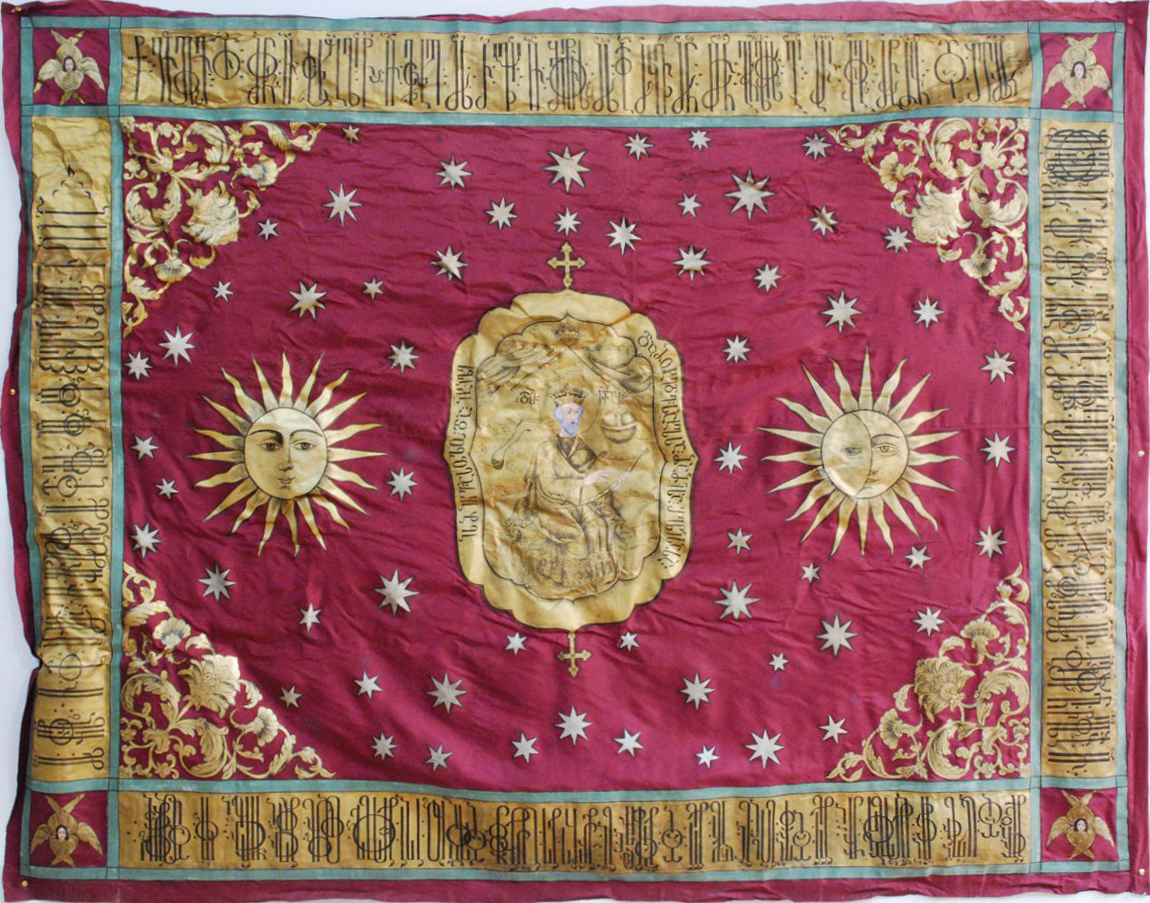
Drapeau du roi Vakhtang VI de Karthli
Drapeau du royaume de Kartl-Kakhétie de 1762 à 1801

Avant le Ve siècle, les étendards de l'antique Ibérie (l'État précédant le royaume de Géorgie) sont pratiquement inconnus. Ils devaient probablement être les mêmes que ceux de ses voisins, tels que l'Arménie, dont une branche de la dynastie royale (des Artaxiades) régna sur les terres ibères de -90 à 189. Par la suite, l'Ibérie fut gouvernée par les Arsacides et dut probablement prendre l'étendard de l'empire parthe (qui est par ailleurs inconnu), comme symbole. Le premier drapeau proprement dit de l'Ibérie fut finalement adopté par le roi Vakhtang Ier, dit Gorgassali (« Tête de loup », surnom qu'il acquit lors de ses guerres contre les Perses), également fondateur de Tbilissi, l'actuelle capitale de Géorgie. Composé d'une grande croix de saint Georges et de quatre autres petites croix rouges, il est considéré par beaucoup comme l'ancêtre de l'actuel drapeau aux cinq croix.
Mais le royaume d'Ibérie ne survécut pas plus d'un demi-siècle à Vakhtang Ier, qui mourut en 522. En effet, les Perses sassanides avaient déjà réduit le royaume à l'état de vassal depuis longtemps quand ils abolirent la monarchie ibère, vers l'an 600. Puis de province sassanide, la Géorgie passa bientôt sous domination byzantine avant de retrouver son indépendance, sous le règne d'Achot Ier le Grand (roi de 813 à 830), qui faisait partie de la dynastie des Bagratides, branche de la famille arménienne des Bagratouni, dont le drapeau fut peut-être usité pour symboliser le royaume des Géorgiens (nouveau nom donné à l'Ibérie à partir de 888).

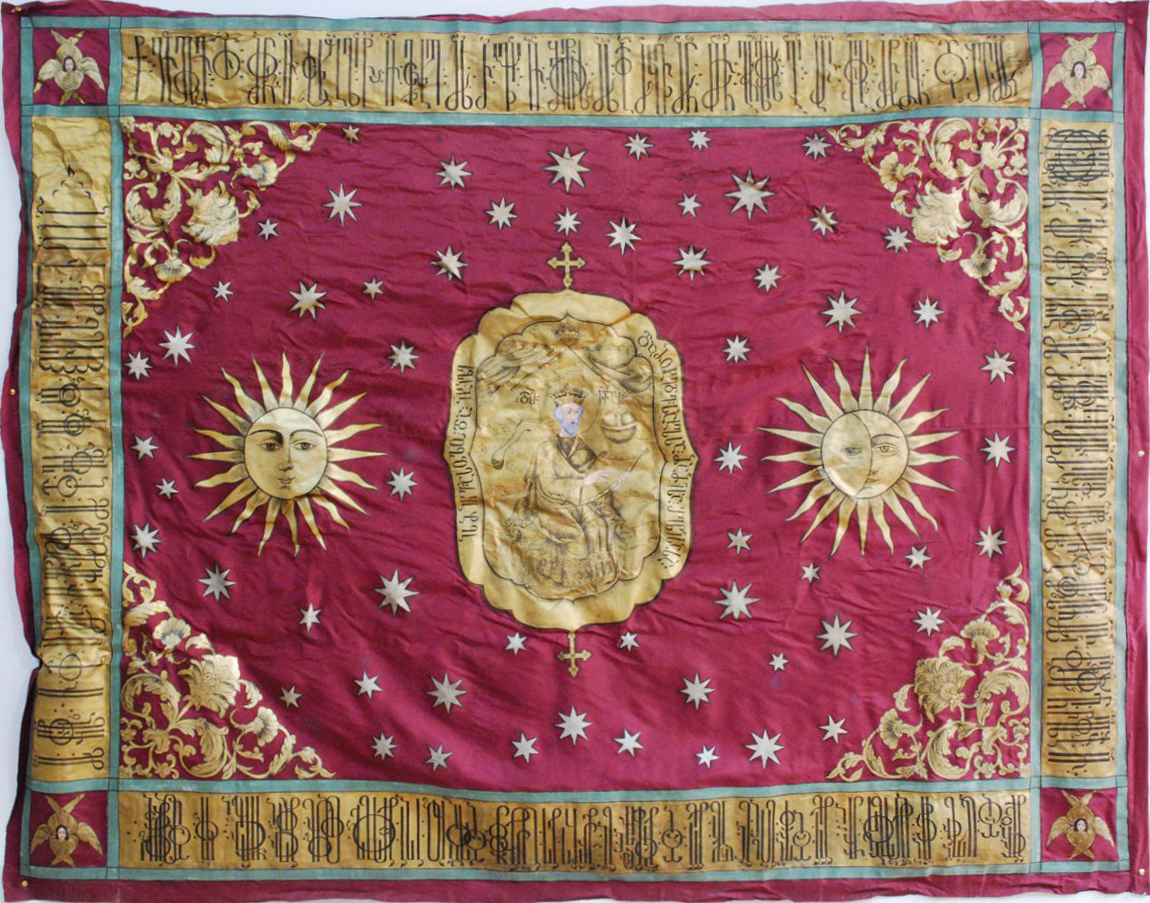
Drapeau de Vakhtang VI de Karthli.

Aucune trace de drapeaux ou d'étendard du royaume unifié de Géorgie n'a survécu jusqu'au roi Georges V le Brillant (roi de 1318 à 1346). Celui-ci, considéré comme le « héros de son peuple » pour avoir sauvé son pays de l'invasion mongole, réutilisa l'ancien drapeau du roi Vakhtang Ier d'Ibérie, mais cette fois-ci en le comparant à l'étendard des croisés, d'un caractère nettement plus religieux. L'étendard continua de servir en tant que drapeau du royaume de Géorgie jusqu'à ce que celui-ci se divise, en 1490.

Drapeau de l'empire séfévide de 1576 à 1747.

À partir du XVIe siècle, la Géorgie unie laissa place à trois royaumes principaux et à une multitude de petites principautés qui adoptèrent chacune leur propre étendard, dont la majorité n'est pas connue mais on peut affirmer avec certitude qu'ils avaient un style ottoman ou séfévide selon la région. À partir de 1716, le Karthli, royaume central de l'ancienne Géorgie, réussit à s'émanciper de la domination perse et redevint quelque peu chrétien, sous le règne de Vakhtang VI. Le nouveau roi créa un nouveau drapeau qui resta toutefois de style oriental, représentant en son milieu un roi en train de prier, entouré de deux soleils (l'un à sa droite, l'autre à sa gauche), le tout sur fond rouge parsemé d'étoiles et entouré d'écritures géorgiennes dorées. Mais ce drapeau ne dura pas bien longtemps car bientôt, la Géorgie orientale fut réunie sous un seul et même sceptre et reprit son ancien étendard.
En 1801, l'Empire russe annexa le royaume de Karthli-Kakhétie et créa la vice-royauté du Caucase avec pour capitale Tbilissi. L'idée d'un drapeau géorgien disparut avec l'indépendance du pays mais en quelque temps, le peuple géorgien commença à rêver d'indépendance. Des manifestations patriotiques parcoururent la région géorgienne dans les années 1880 et des étudiants ressortaient l'ancien drapeau géorgien. Un peu plus tard, la guerre civile éclata en Russie. Les troupes révolutionnaires prirent Moscou et le Parlement géorgien en profita pour déclarer son indépendance, en 1918. Le même Parlement vota pour adopter un nouveau drapeau et choisit finalement celui dessiné par Jacob Nicoladzé, après un long concours.
Toutefois, cette république démocratique de Géorgie (car c'était le nom du nouveau pays indépendant) ne vécut pas longtemps et fut envahie et annexée en 1921 par les forces bolchéviques, qui établirent la même année l'Union soviétique. La nouvelle république socialiste soviétique de Géorgie adopta pour la première fois un drapeau en février 1922. Il était rouge avec les lettres ССРГ (SSRG) en bleu dans sa partie supérieure gauche. Mais ce drapeau ne dura pas bien longtemps et fut changé en 1937, pour laisser place à un drapeau rouge, avec les caractères საქართველოს სსრ (Sak'art'velos SSR) en doré, remplaçant ainsi les lettres ССРГ.

Drapeau de la RSS de Géorgie de 1951 à 1990.

Mais les changements ne s'arrêtèrent pas là. Ainsi, en 1940, le Soviet Suprême de Géorgie rechangea à nouveau le drapeau de la RSS de Géorgie et le remplaça par un autre rouge, mais cette fois-ci avec les caractères géorgiens სსსრ (SSSR) dans le coin supérieur gauche. Finalement, le 11 avril 1951, le Soviet Suprême de Géorgie décida d'adopter un drapeau rouge portant dans le coin supérieur gauche une étoile, un marteau et une faucille rouges dans un soleil bleu, à la place la couleur jaune « traditionnelle » utilisé tant sur le drapeau de l'Union que sur ceux des autres républiques fédérées, une barre bleue coupant en deux dans sa partie supérieure le reste du drapeau rouge, comme symbole. Toutefois, lors de l'arrivée au pouvoir de Zviad Gamsakhourdia, premier président non-communiste d'une des républiques de l'URSS, ce drapeau fut interdit et fut remplacé par l'ancien drapeau de la république démocratique de Géorgie.

### République démocratique fédérative de Transcaucasie

Drapeau de la RDFT.

En 1917, à la suite de la révolution de février et de la guerre civile qui ravagea la Russie, les pays situés dans le Caucase du sud décidèrent de récupérer leur indépendance, qu'ils avaient perdue près d'un demi-siècle auparavant. Ainsi, la république démocratique fédérative de Transcaucasie fut créée. Son drapeau était un drapeau tricolore composé de trois bandes horizontales : une jaune, une noire et une rouge. Chacune des trois républiques autonomes de la Fédération avaient une des bandes du drapeau sur le sien : l'Arménie avait la jaune, l'Azerbaïdjan a encore aujourd'hui une bande rouge sur son drapeau, tandis que la Géorgie avait la noire.
Mais avec la déclaration d'indépendance de la Géorgie (26 mai 1918), suivie de celles de l'Arménie et de l'Azerbaïdjan (28 mai), la Fédération fut dissoute.

### Drapeau de l'Indépendance

Drapeau de la république démocratique de Géorgie.

Selon la monographie de Trembicky Drapeaux des Peuples non-russes sous le régime soviétique, le drapeau de la Géorgie de 1991 à 2004 était le même que celui de 1918 à 1921, excepté dans les dimensions. En effet, ce dernier avait le modèle 3:5, tandis que l'autre était de 1:2, avec des lignes horizontales plus petites.
Le drapeau de la Première République avait été dessiné par Jacob Nicoladzé, qui avait gagné un concours. Il fut accepté par le Parlement géorgien le 25 mars 1917. Le 26 mai 1918, la Géorgie déclara son indépendance vis-à-vis de la république démocratique fédérative de Transcaucasie, et choisit comme symbole le drapeau datant de 1917. Toutefois, le drapeau transcaucasien resta officiellement le symbole de la république démocratique de Géorgie jusqu'au vote du Parlement du 22 avril 1921. Plusieurs variantes du drapeau de la Première République ont également été rapportées.
Après avoir été annexée par la Russie soviétique le 25 février 1921, la Géorgie retrouva son indépendance et le président Zviad Gamsakhourdia choisit l'ancien drapeau pour symboliser le pays, marquant une continuité avec la première indépendance. En 2003, le leader de l'opposition Mikheil Saakachvili, ancien ministre de la Justice, principale figure de la révolution des Roses fit adopter le drapeau aux cinq croix, voulant marquer une rupture avec la première décennie d'indépendance.

### Drapeau actuel
Le drapeau actuel de la Géorgie serait celui des anciens États géorgiens, tels que l'Ibérie. Selon l'historien Nodar Assatiani, c'est Vakhtang Gorgassali, roi d'Ibérie au Ve siècle, qui utilisa en premier le drapeau aux cinq croix comme bannière. Assatiani l'appelle le « drapeau gorgassalien » mais d'autres sources mentionnent Georges V le Brillant comme précurseur du drapeau géorgien . En effet, ce drapeau était l'étendard des Croisés qui suivaient Godefroy de Bouillon et symbolisa à partir de ce moment le christianisme.

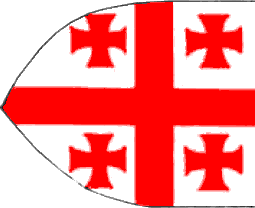
Drapeau dit de « Savasto ».

Le cartographe catalan Angelino Dulcert l'a dessiné deux fois sur son portulan de 1339. L'un a sa hampe plantée dans la représentation d'une ville fortifiée notée "Tifilis". Il est de forme rectangulaire et est identique (motifs, couleurs) au drapeau de 2001. L'autre est planté dans une ville notée "Sebastopoli" à l'emplacement de l'actuelle Soukhoumi, dont c'est l'ancien nom. Ce deuxième drapeau diffère du premier en ce qu'il est divisé en deux : A la hampe on trouve le motif à la croix rouge cantonnée de 4 croisettes, cette partie occupant le tiers du drapeau. Le reste est formé d'un bandé de vert (ou de gris ? La carte est un peu délavée) et de blanc. Cette deuxième version apparaît aussi sur les portulans de Gabriel de Vallsecha en 1439 (Museu Maritim, Barcelona) et 1447 (BN Paris Cartes et plans, Rés. Ge C 4607).
En 1367, les frères Pizigani, cartographes vénitiens, composent un très grand portulan qui reprend la disposition du drapeau de l'illustration ci-contre, mais en forme rectangulaire, pour la ville et le drapeau de Tifilide.
À noter que Guillaume Soleri produit quant à lui vers 1385 un portulan qui présente un tout autre drapeau de "Sebastopolli" : une main blanche sur fond rouge. On la retrouve sur le drapeau dont l'Abkhazie s'est doté en 1992.
Le Livre de Tous les Royaumes, œuvre d'un castillan anonyme datant des années 1350, illustre près de 113 drapeaux des anciens temps. Le quarante-troisième drapeau mentionné est appelé « Savasto » (de Sivas), et apparaît comme un étendard blanc avec une grande croix de saint Georges et quatre autres petites croix rouges dans les quartiers formés par la grande. Toutefois, ce drapeau est attribué à la Syrie, et non pas à la Géorgie. La même source précise toutefois que le drapeau viendrait de la ville de Sebasteia (aujourd'hui Sivas, en Turquie), capitale de la province byzantine d'Arménie Prima.
Un autre drapeau est également mentionné par Le Livre de Tous les Royaumes. Symbolisant à l'origine une ville turque, il devint l'étendard de l'Arménie orientale, annexée par la Russie au XIXe siècle.
Toutefois, d'autres prétendent malgré les preuves ci-dessus que ce drapeau ne date que de l'an 2001 et de la création du Mouvement démocrate de Mikheil Saakachvili, un parti d'opposition qui sera amené au pouvoir par la révolution des Roses. Il aurait été repris des étendards croisés sous le conseil du Patriarche-Catholicos Ilia II.
Selon l'ambassadeur de Géorgie au Vatican, la croix de Jérusalem a été choisie pour créer le drapeau de la Géorgie.

## Description
Le Parlement de la république de Géorgie adopta le nouveau drapeau national le 14 janvier 2004, à la suite d'un petit concours. Le drapeau, d'abord symbole du parti d'opposition au président Chevardnadzé MND (Mouvement National Démocrate) dont le chef était Mikheil Saakachvili, fut accepté par tout le peuple géorgien lorsque celui-ci accéda à la présidence. Le drapeau fut hissé pour la première fois sur le Parlement le même jour, à 21h00 heure locale (17h00 GMT).
Le décret présidentiel du 25 janvier 2004 concernant la construction du drapeau national géorgien contient deux points principaux :
1. Selon le second article, paragraphe 1 de la loi géorgienne « concernant le drapeau national géorgien », le drapeau national est un rectangle blanc, avec une grande croix rouge centrale touchant les quatre côtés du drapeau. Dans les quatre quartiers formés par la grande croix, il y a quatre croix dites « bolnour-katskhouri[24] » rouges.
2. Les couleurs du drapeau ne devront pas être changées.

### Symbolisme
Selon le site officiel du Président de Géorgie, les deux couleurs (le blanc et le rouge) ont chacune des significations bien précises. Ainsi, l'argent (blanc) représente l'Innocence, la Chasteté, la Pureté et la Sagesse, tandis que le rouge symbolise le Courage, la Bravoure, la Justice et l'Amour.
Dans un sens plus général, le drapeau national géorgien représente la chrétienté et « l'Amour que les Géorgiens ont envers Dieu ». Ainsi, cela mène certains à penser que le drapeau aux cinq croix rouges serait en réalité issu du drapeau que Godefroy de Bouillon utilisa durant les Croisades, et non pas de l'étendard de guerre du roi Vakhtang Ier d'Ibérie.

## Variantes
Le drapeau aux cinq croix a également plusieurs variantes. L'une d'entre elles change notamment les croix de rouge en bleu ciel, tandis qu'une autre, en bleu marine. D'autres sont pourpre, vert ou jaune d'or. Une autre, finalement, échange les couleurs des croix rouges et de son fond blanc. Ces variantes ne sont pas officielles mais sont tout de même parfois utilisées.

## Usages

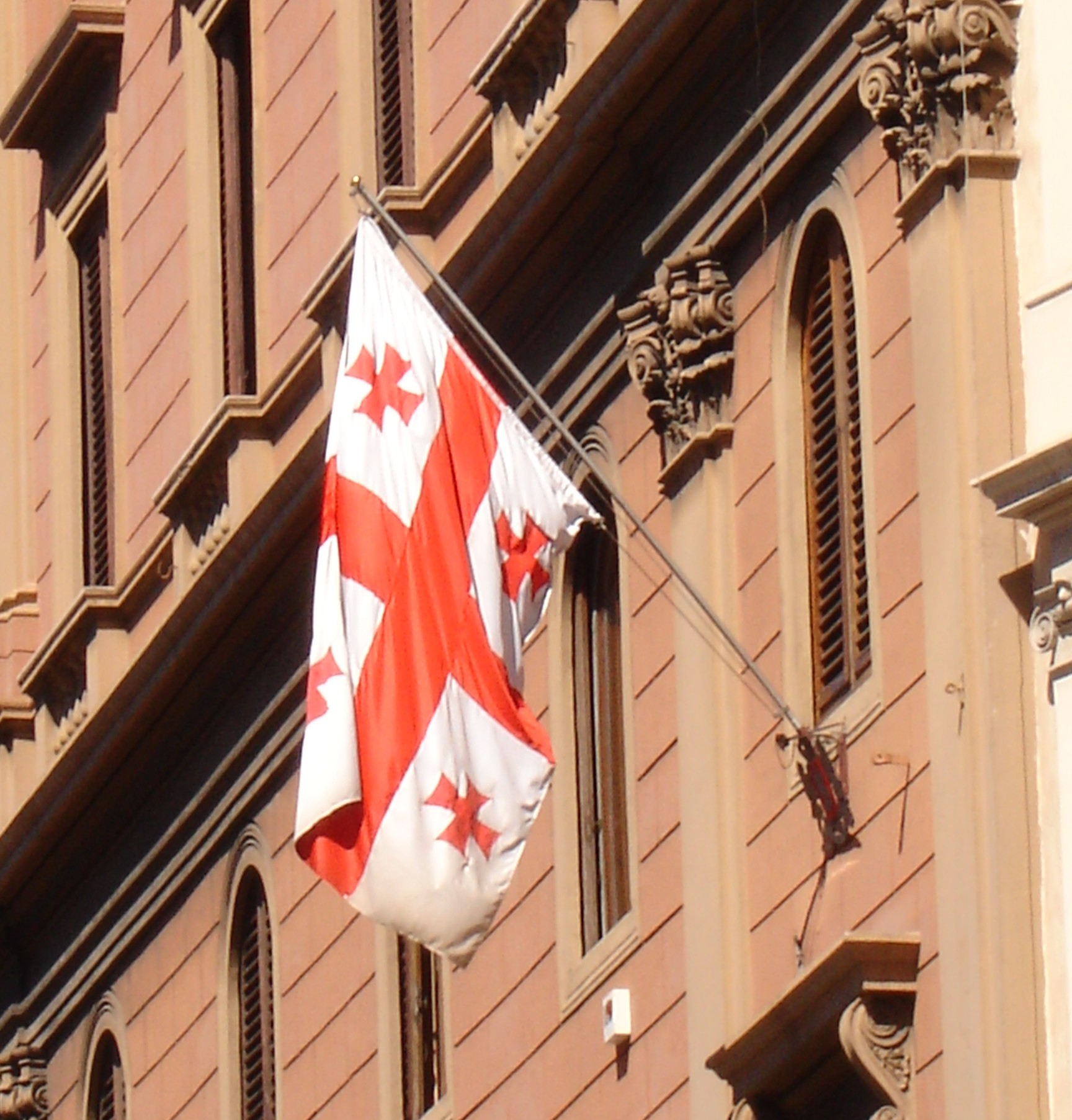
Drapeau de la Géorgie accroché sur la hampe de son ambassade, à Rome.

Le drapeau de la république de Géorgie peut être utilisé les jours suivants :
- 1er janvier : Jour de l'An
- 9 avril : Fête de l'Indépendance (1991)
- 14 avril : Jour de la langue géorgienne
- 23 avril : Fête de Saint Georges
- 26 mai : Fête de l'Indépendance (1918)
- 23 novembre : Anniversaire de la révolution des Roses

## Pavillon de complaisance
L'ITWF (International Transport Worker's Federation) liste la Géorgie en tant qu'un des trente-deux États faisant partie du commerce douteux connu sous le nom de « Pavillon de complaisance ». Cela signifie que certains bateaux transportant de la marchandise en tout genre peuvent arborer le drapeau géorgien après avoir payé une certaine somme. Il semble que ce commerce date de la présidence d'Aslan Abachidze, chef de la république autonome d'Adjarie. Durant ce temps, il aurait suffi de 70 dollars pour recevoir un drapeau « officiel ».

Toutefois, le gouvernement géorgien n'apprécie pas ce commerce « digne de la mafia ». Selon le député chargé du Département des Frontières d'État David Gouloua, sept cent trente navires avec un drapeau géorgien illégalement obtenu furent stoppés en 2005. Il déclara au journal Rezonansi : 
« Plusieurs bateaux naviguant sous le drapeau géorgien ont été capturés. Si ce trafic ne s'arrête pas tout de suite, il sera possible qu'un jour, sous le nom de la Géorgie, un navire transporte une bombe atomique. »

## Autres drapeaux

### Drapeau du Président
| Drapeau | Date        | Utilisation                     | Description |
| ------- | ----------- | ------------------------------- | ----------- |
|         | Depuis 2020 | Drapeau du Président de Géorgie |             |

### Drapeaux militaires
| Drapeau | Date        | Utilisation                             | Description |
| ------- | ----------- | --------------------------------------- | --- |
|         | Depuis 2004 | Drapeau des Forces armées               | Grande croix blanche de saint Georges sur fond de gueules avec quatre croix « Bolnour-Kotskhouri » blanches dans les quartiers formés par la croix. Le blason de l'Armée, composé d'une épée et d'une ceinture dorées sur fond de gueules, est représenté sur le centre du drapeau. |
|         | Depuis 2004 | Drapeau de l'Armée                      | Croix de saint Georges sur fond de gueules. |
|         | Depuis 2004 | Drapeau des forces aériennes            | Les quartiers formés par une grande croix rouge de saint Georges sont divisés transversalement en deux parties : l'une est bleu, tandis que l'autre est blanche. |
|         | Depuis 2004 | Drapeau du Chef d'état-major de l'Armée | Grande croix blanche de saint Georges sur fond de gueules. Les quartiers ainsi formés contiennent des étoiles à sept branches. Le blason de l'Armée est représenté au centre du drapeau.                                                                                            |
|         | Depuis 2004 | Drapeau du ministre de la Défense       | Le drapeau est le même que celui du pays, avec les armoiries de l'Armée dessus. |
|         | Depuis 2004 | Drapeau de la Garde nationale           | Une grande croix blanche de saint Georges forme quatre quartiers qui sont rouges ou tannés. |
|         | Depuis 2008 | Drapeau des services secrets géorgiens  | Le drapeau contient une grande croix rouge de Saint Georges sur fond blanc. Une étoile bleue à quatre branches apparaît en canton |

### Drapeaux locaux
| Drapeau | Date        | Utilisation                                    | Description |
| ------- | ----------- | ---------------------------------------------- | --- |
|         | Depuis 2005 | Drapeau de Tbilissi (capitale)                 | Le drapeau représente une grande croix bleue de style nordique, surligné d'ambre. Le croisement des deux branches de la croix est surmontée par les armoiries de la ville sur fond de gueules et entouré d'étoiles à sept branches.                                              |
|         | Depuis 2004 | Drapeau de la république autonome d'Adjarie    | Le drapeau montre sept bandes bleues et blanches avec le drapeau de la Géorgie en haut à gauche. |
|         | Depuis 1991 | Drapeau de la république autonome d'Abkhazie   | Celui-ci montre sept bandes vertes et blanches avec une main couronnée de sept étoiles à quatre branches sur fond de gueules dans le coin gauche en haut du drapeau. |
|         | Depuis 2007 | Drapeau de la province autonome de Samatchablo | Le drapeau est le même que celui des séparatistes sud-ossètes, mais avec des couleurs plus sombres. Le blason de la région géorgienne est représenté sur le centre du drapeau.                                                                                                   |
|         | Depuis 2004 | Drapeau de la Ville de Koutaïssi               | Le drapeau est divisé en quatre parties : celles de haut à gauche et de bas à droite sont bleues ; les deux autres sont vertes. Chaque partie contient une petite croix dorée de style « Bolnour-Katskhouri ». Une même croix mais en grand format est sur le centre du drapeau. |